# Hermann von Wüllen
Hermann von Wüllen (* im 15. Jahrhundert; † im 15. Jahrhundert) war ein römisch-katholischer Geistlicher und Domherr in Münster.

## Leben
Hermann von Wüllen findet erstmals am 21. Mai 1417 als Domherr zu Münster urkundliche Erwähnung. Ein Jahr später empfing er die Niederen Weihen und wurde Subdiakon. Nach Hermanns Heirat verlieh Papst Pius II. dessen Präbende im Jahre 1461 an Everhard von Bevern.